# Onze-Lieve-Vrouwekerk (Wernigerode)

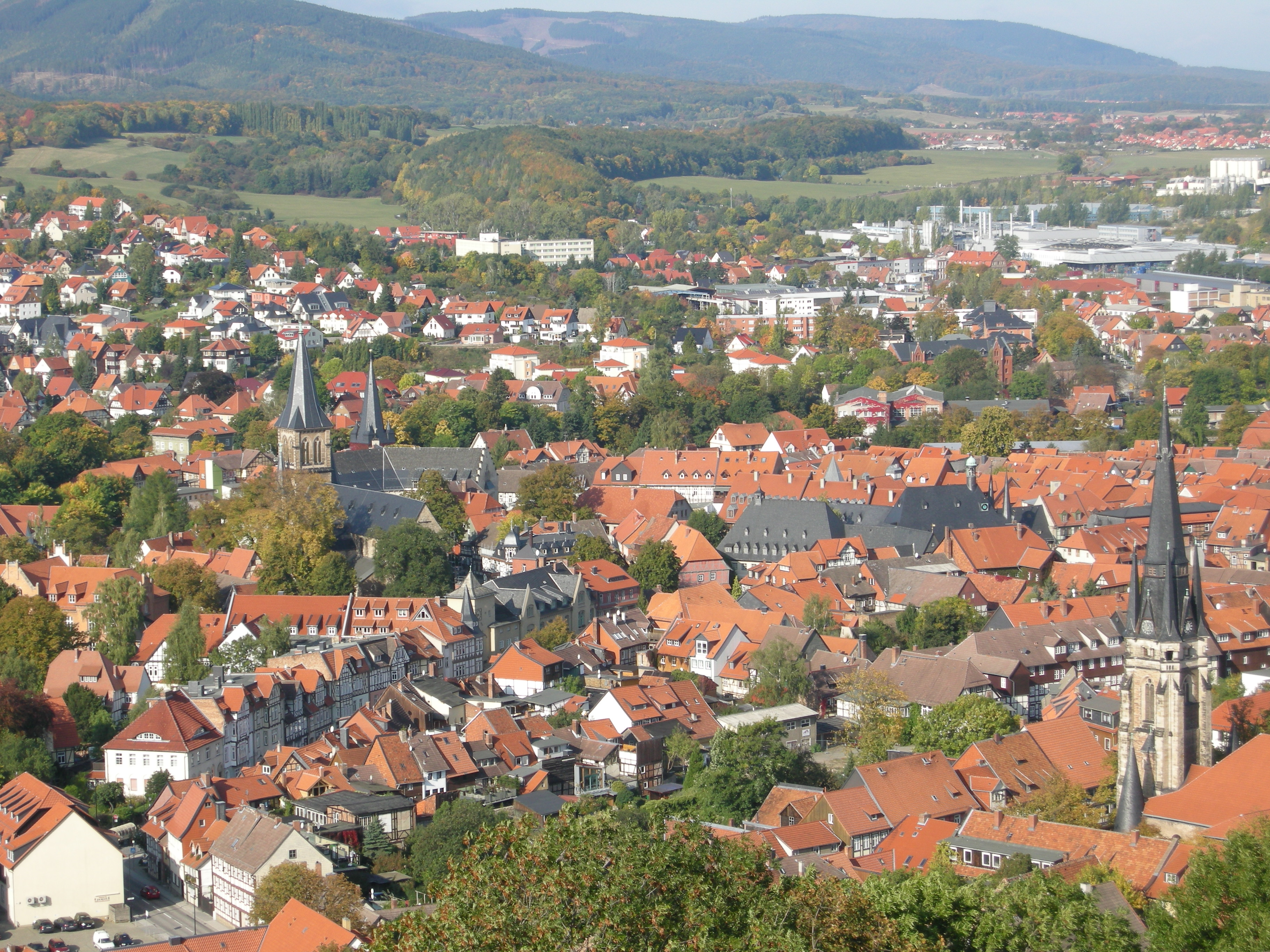
Zicht op Wernigerode met rechts de Onze-Lieve-Vrouwekerk

De Onze-Lieve-Vrouwekerk (Duits: Liebfrauenkirche) is een evangelisch kerkgebouw in de Duitse stad Wernigerode (Saksen-Anhalt).

## Geschiedenis
Op de plaats van de huidige kerk stond eerder op de kruising van twee belangrijke handelsstraten een Mariakapel. In 1265 werd de Onze-Lieve-Vrouwekerk de belangrijkste parochiekerk van Wernigerode. Het oorspronkelijk romaanse gebouw met twee torens viel in 1751 ten prooi aan een grote stadsbrand en werd volledig verwoest. Met financiële ondersteuning van het Deens Koningshuis en graaf Christian Ernst van Stolberg-Wernigerode werd de kerk in 1756-1762 herbouwd in de barokke stijl naar ontwerp van Johann Friedrich Heintzmann. De kleine barokke toren werd in 1891 door een hoge neogotische toren vervangen.

## Interieur
Het interieur van de kerk is volledig in hout uitgevoerd. De kerkbanken staan rond de kansel gegroepeerd. Langs de wanden van de kerk zijn loges aangebracht. Centraal staat een gotisch doopvont uit de 16e eeuw. Het orgel werd in 1765 gebouwd, de orgelkas in 1783. Het orgel werd in 1862 vernieuwd. De drie klokken werden in de Eerste Wereldoorlog uit de toren verwijderd ten behoeve van de oorlogsvoering, maar werden in 1924 vervangen door nieuwe.

## Gebruik
Elke zondag vinden er erediensten plaats in de kerk. Ook wordt de kerk veel gebruikt voor concerten. De kerk is op gezette tijden dagelijks voor bezichtiging geopend.